# 杜塞尔多夫
杜塞尔多夫（德語：Düsseldorf，德語：[ˈdʏsl̩dɔʁf] ⓘ），是德国北莱茵-威斯特法伦州首府，位于莱茵河畔。杜塞道夫市区人口约62万人，是德国广告、服装和通讯业的重要城市。杜塞尔多夫也是19世纪德国诗人海因里希·海涅的出生地。杜塞道夫位於萊茵-魯爾都會區核心地帶，該都會區人口超過1,100萬人。杜塞道夫位於藍香蕉範圍內，是5家财富世界500强公司與幾間德國DAX指數公司總部的所在地。
著名的美術學院杜塞尔多夫艺术学院（Kunstakademie Düsseldorf）設立在此，其電子及實驗音樂影響廣泛。因萊茵河流經杜塞道夫，所以杜塞道夫是萊茵河狂歡節活動據點。每年7月有超過450萬人參觀萊茵河狂歡節。
杜塞道夫為德國人口第七多的城市，城市區人口達150萬。杜塞道夫在2012年美世生活質素調查中名列世界第六位，僅次於維也納、蘇黎世、奧克蘭、慕尼黑、溫哥華。

## 历史
当罗马帝国正向整个欧洲巩固其地位之时，一些日耳曼族群定居在莱茵河东岸沼泽之地。到了七至八世纪时，已經有耕作和捕鱼为生的部落在杜塞尔河流入莱茵河之处出現，杜塞尔多夫就此開始发展。
杜塞尔多夫最早的文字记载可回溯于1135年。1186年，杜塞尔多夫于被纳入贝格（Berg）的管辖地（贝格是中世纪时代在北莱茵-威斯特法伦州的一个领地）。在1280年，贝格行政署被迁到此处。杜塞尔多夫之後在1288年8月14日被赐與城市地位。1380年，杜塞尔多夫成为贝格领地的区域首府。

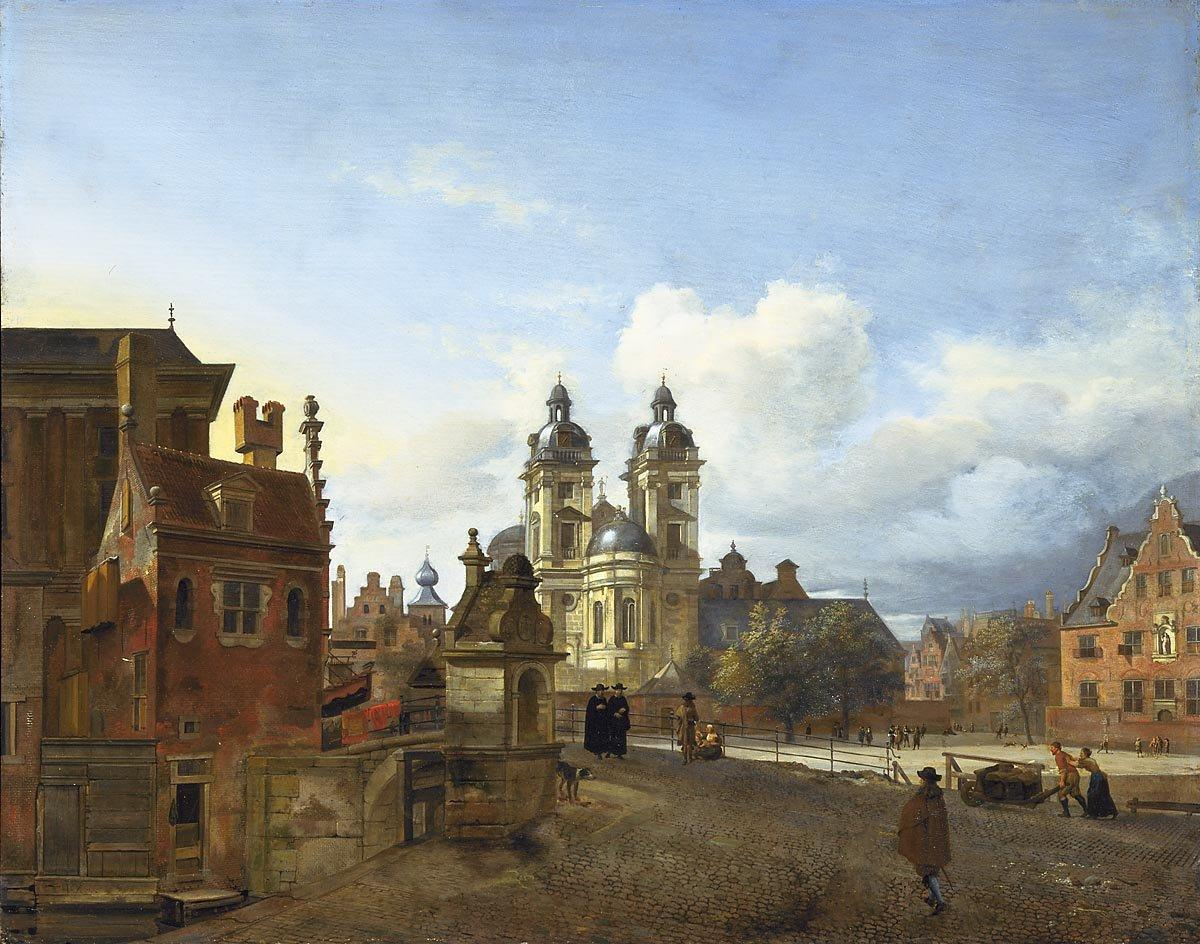
1667年的杜塞道夫

在約翰·威廉二世（1690年至1716年）統治下，杜塞道夫的成長令人印象深刻。安娜·瑪麗亞·路易薩·德·美第奇對於約翰·威廉二世影響深遠，她是藝術愛好者，曾設計一座龐大的藝術畫廊，收藏許多繪畫及雕塑。
約翰·威廉二世去世後，繁華的杜塞道夫逐漸沒落，特別是卡爾·泰奧多爾時期，他繼承巴伐利亞地區，移居慕尼黑。他帶走許多藝術收藏品，目前陳列在慕尼黑博物館中。拿破崙戰爭爆發後，杜塞道夫遭到破壞，拿破崙將杜塞道夫視為貝格大公國首府。一個領袖索林根的抵抗拿破崙的徵兵令，在這裡被處決在1813年。拿破崙戰敗後，整個萊茵蘭地區與贝格在1815年成為普魯士王國一部分，萊茵省議會成立於杜塞道夫。
到了19世紀中葉，杜塞道夫因工業革命而復興，人口開始大幅上升。
1920年，杜塞道夫成為大罷工中心。1920年4月15日，45名德國礦工聯盟代表遭到自由軍團謀殺。
在第二次世界大战之时，杜塞尔多夫几乎被同盟国军的日夜轰炸夷为平地。盟軍在1945年4月中旬挺進杜塞道夫，1945年4月18日，當地市民發動萊茵蘭行動，協助美國第97步兵師無血開城。杜塞道夫在战后积极地重建。杜塞尔多夫在1946年成为北莱茵-威斯特法伦州的首府。

## 地理

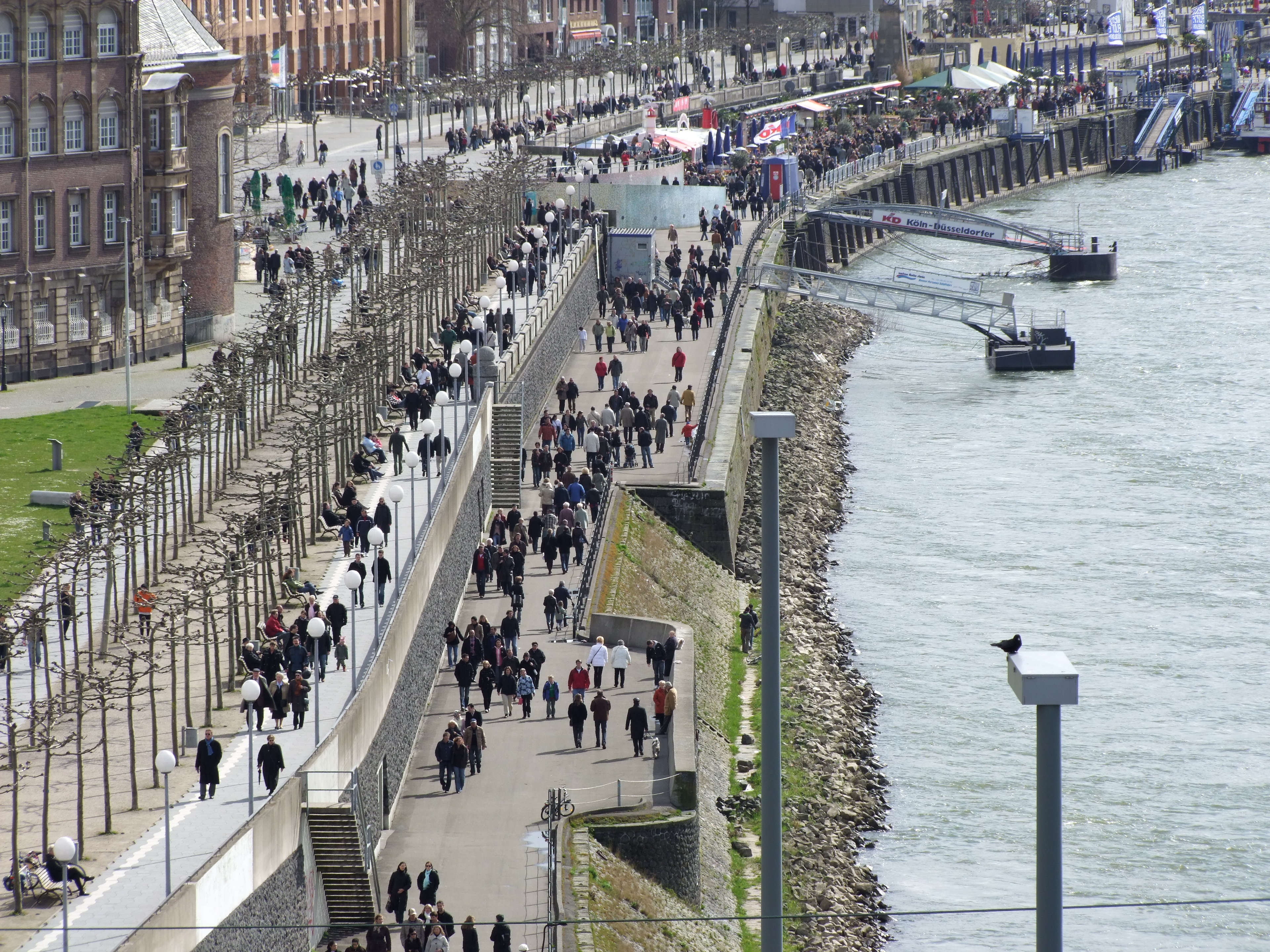
萊茵河

杜塞道夫位於萊茵河下游的中心，位於杜塞爾河流入萊茵河三角洲地帶。杜塞道夫坐落在萊茵河東側，除了4個區（卡瑟爾、尼德、Heerdt、Lörick）以外。諾伊斯坐落在萊茵河下游的西岸，與杜塞道夫相望。杜塞道夫位於魯爾區西南，是萊茵-魯爾都會區一部分。
杜塞道夫地層主要是沖積層構成，包含泥、砂、粘土、碎石。杜塞道夫的最高點是東部的桑德伯格，海拔165米（541英尺）。最低點是最北端的Wittlaer，平均海拔為28米（92英尺）。

## 氣候
與萊茵蘭其他地區一樣，杜塞道夫冬季很少下雪，夏季溫暖適中。年平均氣溫為10.6℃（51℉），平均年降水量為797毫米（31）。主要風向為南或東南，每秒風速3－4米（7－9英里），陣風每秒3.5－4.8米（8－10.7英里）。杜塞道夫的風勢不大，每秒低於2米/秒或每小時4.5英里的風大約佔35％，其中夜晚與冬季出現頻率更高。
| 杜塞尔多夫（1985–2015 正常数据） | 杜塞尔多夫（1985–2015 正常数据） | 杜塞尔多夫（1985–2015 正常数据） | 杜塞尔多夫（1985–2015 正常数据） | 杜塞尔多夫（1985–2015 正常数据） | 杜塞尔多夫（1985–2015 正常数据） | 杜塞尔多夫（1985–2015 正常数据） | 杜塞尔多夫（1985–2015 正常数据） | 杜塞尔多夫（1985–2015 正常数据） | 杜塞尔多夫（1985–2015 正常数据） | 杜塞尔多夫（1985–2015 正常数据） | 杜塞尔多夫（1985–2015 正常数据） | 杜塞尔多夫（1985–2015 正常数据） | 杜塞尔多夫（1985–2015 正常数据） |
| 月份                             | 1月                              | 2月                              | 3月                              | 4月                              | 5月                              | 6月                              | 7月                              | 8月                              | 9月                              | 10月                             | 11月                             | 12月                             | 全年                             |
| -------------------------------- | -------------------------------- | -------------------------------- | -------------------------------- | -------------------------------- | -------------------------------- | -------------------------------- | -------------------------------- | -------------------------------- | -------------------------------- | -------------------------------- | -------------------------------- | -------------------------------- | -------------------------------- |
| 平均高温 °C（°F）                | 6 (43)                           | 7 (45)                           | 11 (52)                          | 15 (59)                          | 19 (66)                          | 22 (72)                          | 24 (75)                          | 24 (75)                          | 20 (68)                          | 15 (59)                          | 10 (50)                          | 6 (43)                           | 15 (59)                          |
| 日均气温 °C（°F）                | 3 (37)                           | 4 (39)                           | 7 (45)                           | 10 (50)                          | 14 (57)                          | 16 (61)                          | 19 (66)                          | 18 (64)                          | 15 (59)                          | 11 (52)                          | 7 (45)                           | 4 (39)                           | 11 (51)                          |
| 平均低温 °C（°F）                | 1 (34)                           | 1 (34)                           | 3 (37)                           | 5 (41)                           | 9 (48)                           | 11 (52)                          | 14 (57)                          | 14 (57)                          | 10 (50)                          | 8 (46)                           | 4 (39)                           | 2 (36)                           | 7 (44)                           |
| 平均降雨量 mm（）                | 37.6 (1.48)                      | 32.5 (1.28)                      | 33.4 (1.31)                      | 24 (0.9)                         | 32.8 (1.29)                      | 34.5 (1.36)                      | 39.7 (1.56)                      | 33.8 (1.33)                      | 32.6 (1.28)                      | 35.7 (1.41)                      | 39.2 (1.54)                      | 47.9 (1.89)                      | 423.7 (16.63)                    |
| 平均相對濕度（％）               | 86                               | 83                               | 77                               | 71                               | 70                               | 71                               | 72                               | 74                               | 81                               | 84                               | 88                               | 88                               | 79                               |
| 来源：timeandate.com             |                                  |                                  |                                  |                                  |                                  |                                  |                                  |                                  |                                  |                                  |                                  |                                  |                                  |

| 杜塞尔多夫(1990–2013)                                                  | 杜塞尔多夫(1990–2013) | 杜塞尔多夫(1990–2013) | 杜塞尔多夫(1990–2013) | 杜塞尔多夫(1990–2013) | 杜塞尔多夫(1990–2013) | 杜塞尔多夫(1990–2013) | 杜塞尔多夫(1990–2013) | 杜塞尔多夫(1990–2013) | 杜塞尔多夫(1990–2013) | 杜塞尔多夫(1990–2013) | 杜塞尔多夫(1990–2013) | 杜塞尔多夫(1990–2013) | 杜塞尔多夫(1990–2013) |
| 月份                                                                   | 1月                   | 2月                   | 3月                   | 4月                   | 5月                   | 6月                   | 7月                   | 8月                   | 9月                   | 10月                  | 11月                  | 12月                  | 全年                  |
| ---------------------------------------------------------------------- | --------------------- | --------------------- | --------------------- | --------------------- | --------------------- | --------------------- | --------------------- | --------------------- | --------------------- | --------------------- | --------------------- | --------------------- | --------------------- |
| 平均高温 °C（°F）                                                      | 5.5 (41.9)            | 6.9 (44.4)            | 10.9 (51.6)           | 15.2 (59.4)           | 19.4 (66.9)           | 22.1 (71.8)           | 24.3 (75.7)           | 24.0 (75.2)           | 19.8 (67.6)           | 15.0 (59.0)           | 9.5 (49.1)            | 5.7 (42.3)            | 14.9 (58.8)           |
| 日均气温 °C（°F）                                                      | 3.4 (38.1)            | 4.1 (39.4)            | 7.1 (44.8)            | 10.4 (50.7)           | 14.4 (57.9)           | 17.1 (62.8)           | 19.4 (66.9)           | 19.1 (66.4)           | 15.5 (59.9)           | 11.6 (52.9)           | 7.1 (44.8)            | 3.7 (38.7)            | 11.1 (52.0)           |
| 平均低温 °C（°F）                                                      | 1.2 (34.2)            | 1.3 (34.3)            | 3.3 (37.9)            | 5.5 (41.9)            | 9.3 (48.7)            | 12.0 (53.6)           | 14.4 (57.9)           | 14.1 (57.4)           | 11.2 (52.2)           | 8.1 (46.6)            | 4.6 (40.3)            | 1.7 (35.1)            | 7.3 (45.1)            |
| 平均降水量 mm（）                                                      | 61.1 (2.41)           | 55.7 (2.19)           | 54.6 (2.15)           | 50.8 (2.00)           | 57.6 (2.27)           | 71.5 (2.81)           | 77.0 (3.03)           | 74.5 (2.93)           | 100.5 (3.96)          | 65.3 (2.57)           | 66.1 (2.60)           | 71.1 (2.80)           | 805.8 (31.72)         |
| 月均日照時數                                                           | 55.7                  | 76.2                  | 112.2                 | 165.0                 | 198.8                 | 194.0                 | 207.6                 | 190.7                 | 140.1                 | 110.4                 | 59.0                  | 45.2                  | 1,554.9               |
| 来源：www.weatheronline.de,日照时间=http://meteo-climat-bzh.dyndns.org |                       |                       |                       |                       |                       |                       |                       |                       |                       |                       |                       |                       |                       |

## 人口
杜塞道夫的人口達593,682人（2012年12月），是德國第七大城市。工業化在1882年達到高峰期，杜塞道夫的人口首次超過10萬。杜塞道夫的人口在1962年超過705,000人，達到顛峰。之後，杜塞道夫的居民遷入鄰近的城市，杜塞道夫人口逐漸下降，但自從上世紀90年代末以後，全市人口再次緩慢上升。
杜塞道夫的外國人口共有109,883人（2008年12月31日），其中大部分來自歐洲（81,742人）。少數民族最多是土耳其人、希臘人和波蘭人等。杜塞道夫及其周邊地區擁有歐洲第三大日本社群（約11,000人），也是德國最大的一個。杜塞道夫擁有德國第三大猶太人社區，大約有7,600人，超過城市人口的1％。

## 经济

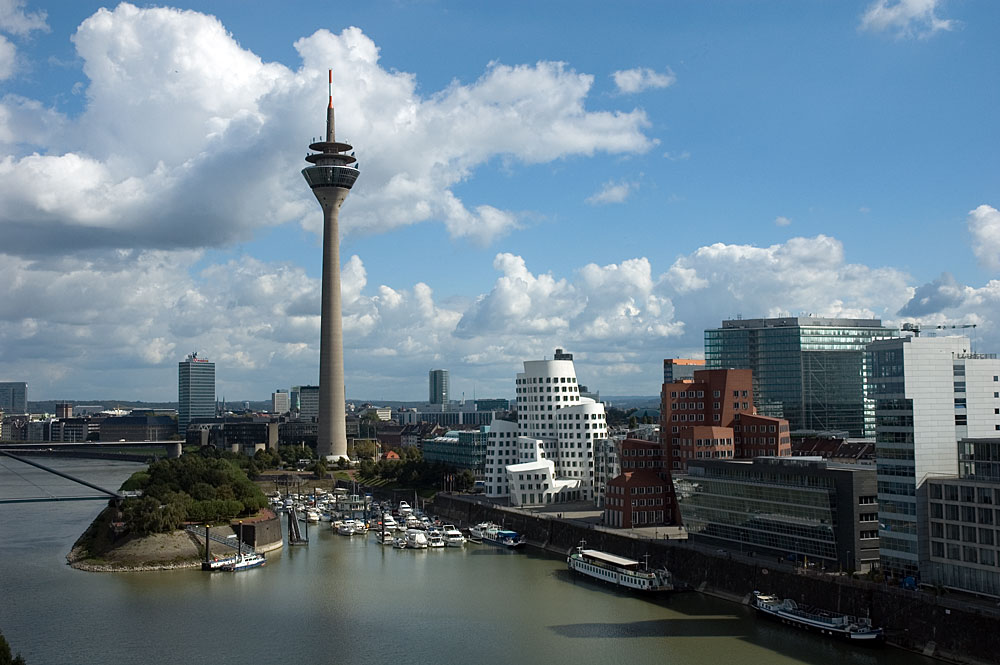
传媒港：莱茵塔（左侧）和新海关大院三座建筑（右侧）

杜塞尔多夫是德国重要的广告、服装和通信业中心。德國四大通訊公司中，沃達丰和E-Plus都位於杜塞道夫，導致杜塞道夫於德國手機市場居於領導地位。杜塞道夫也有許多外國通信巨头公司，例如中兴、华为、NTT、愛立信、諾基亞和GTS。有18個互聯網服務供應商位於北萊茵-威斯特法倫州的首府杜塞道夫。
航空公司歐洲之翼及LTU國際航空總部都設在杜塞道夫。
杜塞道夫有400間廣告公司，其中包括德國三大廣告公司：天聯集團（BBDO Group Deutschland）、陽獅集團（Publicis Group Deutschland）及葛瑞集團（Grey Group Deutschland）。

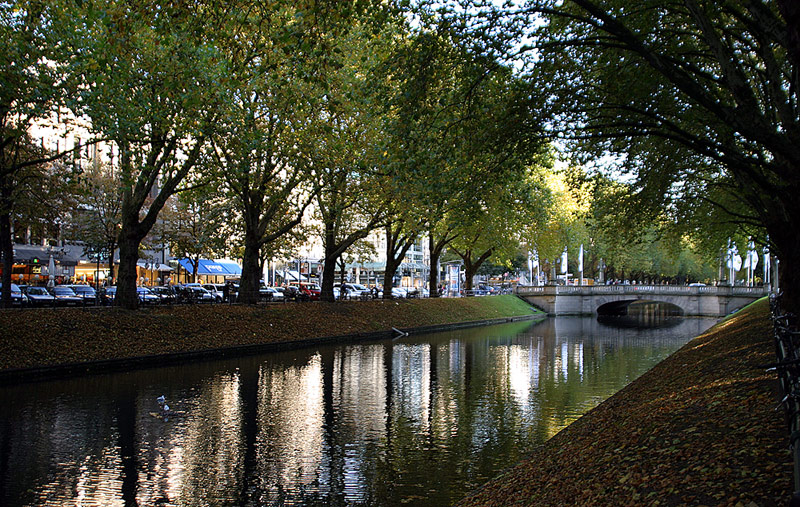
流行中心國王大道

大約有170個國家與國際金融機構、130間保險機構設立於杜塞道夫，杜塞道夫證券交易所是德國最大證券交易所之一。Peek & Cloppenburg（時尚業）、萊雅（化妝品業及美容業）、漢高（品牌消費品和工業技術）、E.ON、蒂森克虜伯（金屬業）、麥德龍（零售批發超市）、Ergo（保險業）、LTU（航空業）、思捷環球（總部設在杜塞道夫附近）、科寧（總部設在杜塞道夫附近，但產量主要集中在杜塞道夫）。
戴姆勒公司在杜塞道夫製造梅賽德斯-奔馳和Volkswagen Crafter大眾輕型商用車。自1960年代開始，杜塞道夫與日本關係日益緊密。許多日本銀行與企業的歐洲總部設在杜塞道夫，杜塞道夫擁有歐洲第三大日本人社群，僅次於倫敦和巴黎。而市中心亦有一區有小東京之稱。
國王大道是流行購物中心，一些知名珠寶店、設計師品牌和畫廊都有專賣店。國王大道的零售和辦公室租金是德國最高的地區之一。杜塞道夫全年舉行各種國際會議和展覽會，包含杜塞道夫遊艇展、德魯巴印刷媒體展及依格多博覽會。

## 體育

### 足球
杜塞道夫較為知名的俱樂部為福爾圖娜杜塞道夫，其曾奪得1979、1980年的德國足協盃冠軍，以及1978–79年歐洲盃賽冠軍盃的亞軍，現於德乙中競逐，並以水星娛樂競技場為主場球場。
杜塞道夫曾為1974年世界盃的九個主辦城市之一，比賽場館為萊茵體育場。2024年歐洲國家盃也以杜塞道夫的水星娛樂競技場為競賽場館之一。

### 網球
杜塞道夫於1978~2012年間主辦團體世界盃直到該項賽事被廢除。

## 教育
- 公立综合大学
  - 海因里希·海涅-杜塞尔多夫大学位于市区南部。

- 公立专项学院
  - 罗伯特·舒曼音乐学院（Robert-Schumann-Hochschule）[17]
  - 杜塞尔多夫艺术学院（Kunstakademie Düsseldorf）[18]，著名的校友包括約瑟夫·博伊斯（Joseph Beuys）、保羅·克利（Paul Klee）和奈良美智等。
  - 杜塞尔多夫技术学院（Fachhochschule Düsseldorf）[19]
  - 歌德學院[20]

## 交通

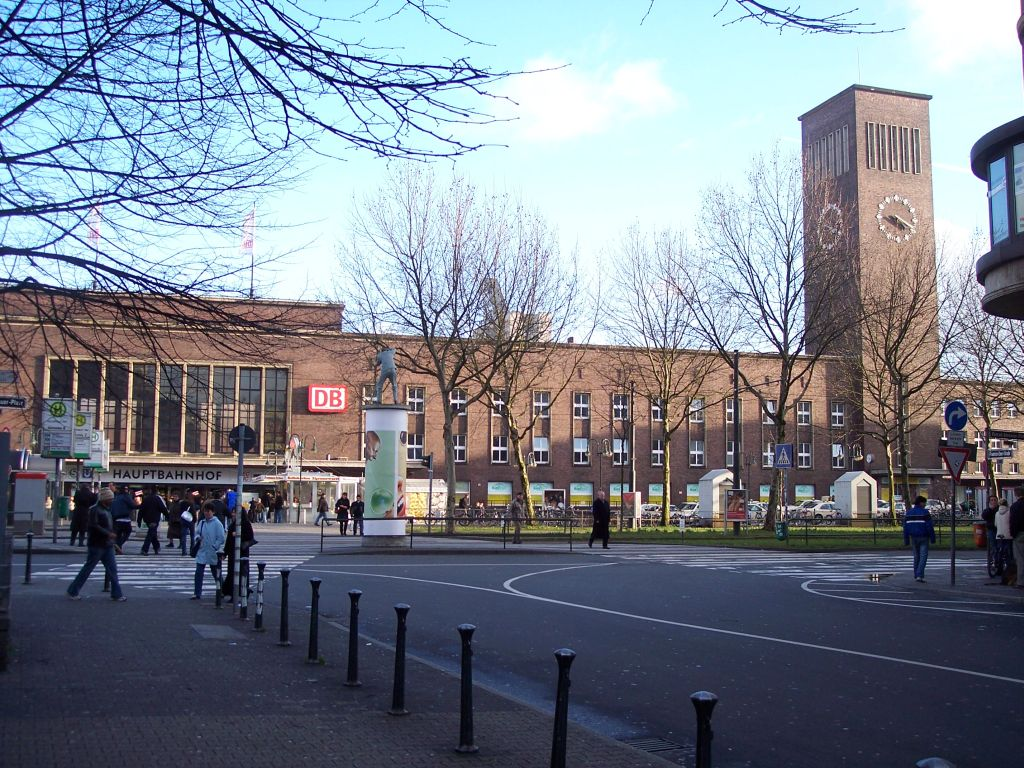
杜塞道夫中央車站

杜塞尔多夫国际机场距離杜塞道夫市区8公里，也是德国第三大机场，僅次於法兰克福機場和慕尼黑機場，年均搭客量達到1,860万人。另外，位于杜塞尔多夫北部80公里外的威斯机场（Airport Weeze）是欧洲廉价航空公司（如瑞安航空公司），主要使用的机场之一。
杜塞尔多夫市区内有地下铁和有轨电车服务。杜塞道夫是德國鐵路的主要轉運站，每天有超過1,000班列車在此停靠。位於市中心的杜塞道夫火車總站於1891年啟用，每日服務250,000人次，是德國第四繁忙的鐵路車站。

## 旅游景点

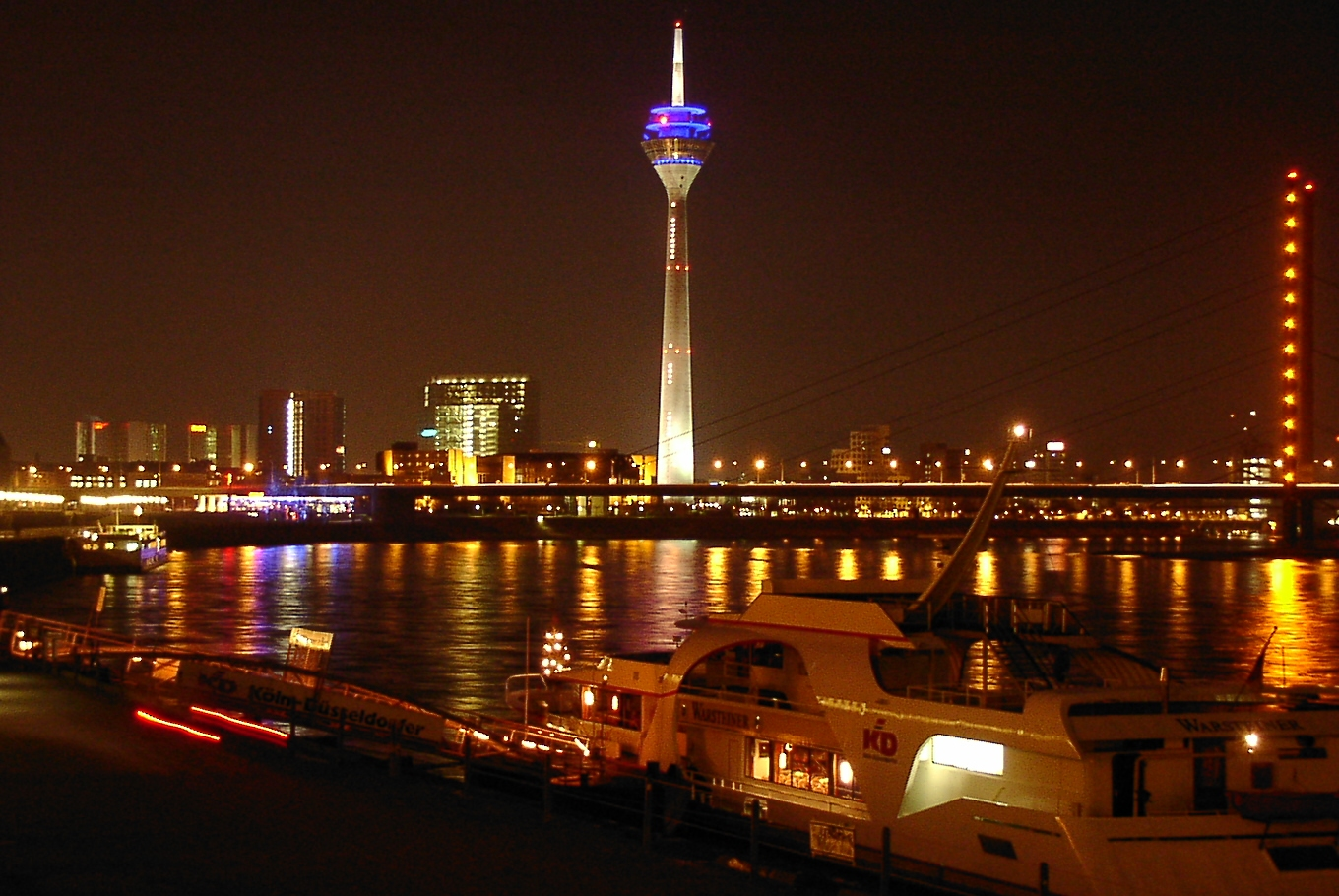
莱茵河畔夜景，背景为莱茵塔（Rheinturm）

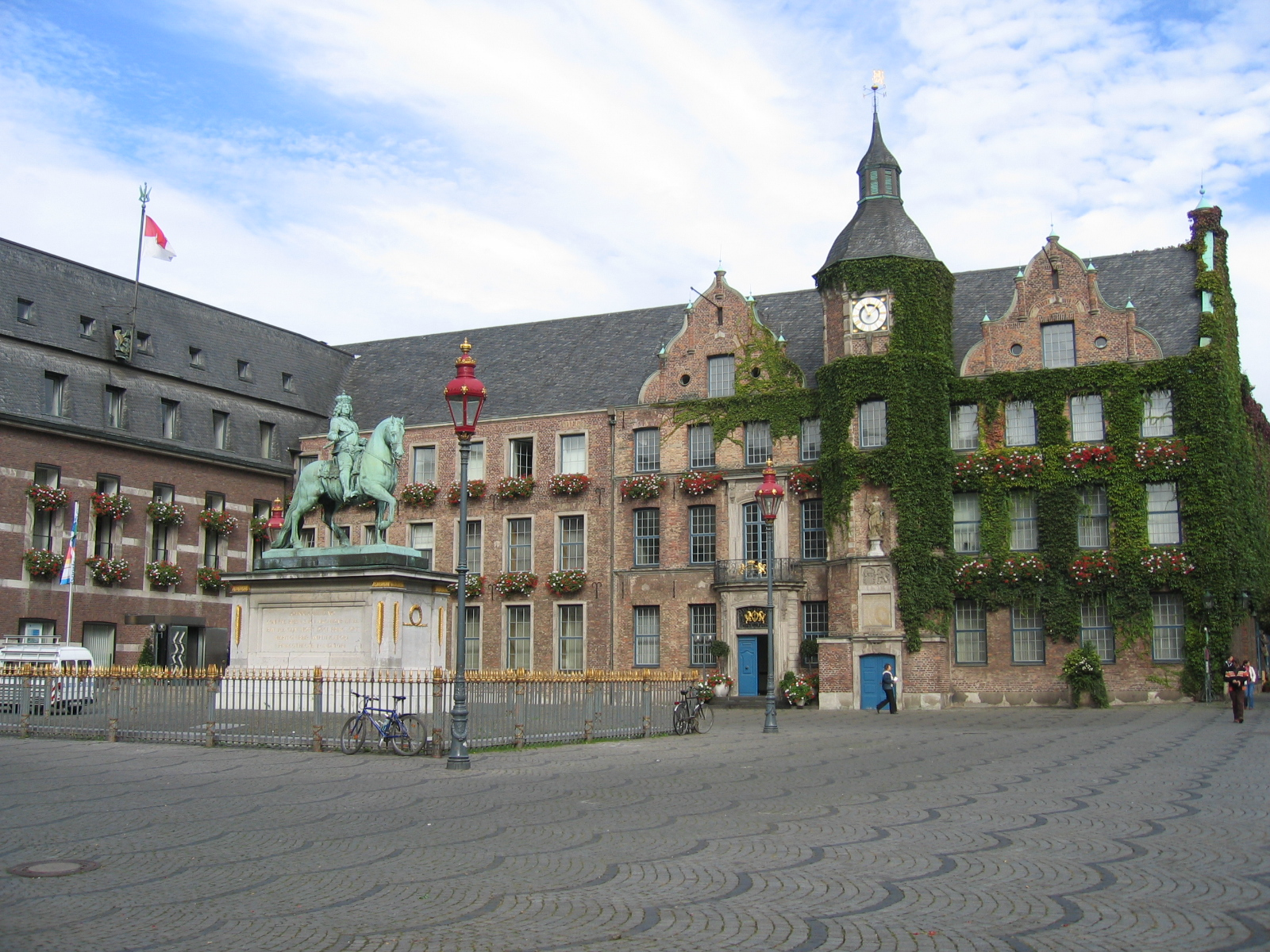
老城区市政厅

- 老城区（Altstadt）：区内保留着许多古老建筑物，酒吧及各国风味的餐馆林立。
- 国王大道（Königsallee）：杜塞尔多夫著名的高档名品店街。
- 莱茵塔（Rheinturm）：位於莱茵河畔，是杜塞尔多夫最高建築，塔上设有餐厅Rheinturm Top 180。塔身上的“灯表”分小时、分钟、秒钟三段显示。
- 本拉特宮（Schloß Benrath）：杜塞道夫南方的巴洛克風格城堡，城堡后面是法国式的花园，周围被森林环绕，穿过森林不远就是莱茵河。靠近城堡旁是杜塞尔多夫高档别墅区。
- 帆船餐馆（Zum Schiffchen）：拿破仑曾经到访此地。
- 传媒港：20世纪50年代曾经是杜塞尔多夫的主要河运码头。20世纪末开始聘请美国和德国建筑设计师对这片荒废的区域进行大规模的改造，如今码头区成為杜塞尔多夫乃至德国现代化建筑最集中的地区，代表德国现代化建筑的新理念。
- 思捷環球競技場：運動場，為足球會杜塞道夫主場館

## 友好城市[22][23]
| 國家           | 城市                           |
| -------------- | ------------------------------ |
| 德国           | 开姆尼茨（萨克森州）           |
| 中华人民共和国 | 重庆市                         |
| 以色列         | 海法（海法区）                 |
| 俄羅斯         | 莫斯科                         |
| 英国           | 雷丁（英格兰）                 |
| 波蘭           | 华沙（马佐夫舍省）             |
| 義大利         | 巴勒莫（西西里区）             |
| 巴西           | 贝洛奥里藏特（米纳斯吉拉斯州） |
| 日本           | 千叶市（千叶县）               |
| 中华人民共和国 | 广州市（广东省）               |
| 挪威           | 利勒哈默尔（内陆郡）           |
| 南非           | 姆邦贝拉（普马兰加省）         |
| 中华人民共和国 | 沈阳市（辽宁省）               |
| 法國           | 图卢兹（上加龙省）             |